# Franka Tibor
Franka Tibor, születési nevén Franka Pál Tibor (Szolnok, 1952. január 28. –) magyar író, újságíró, publicista, műsorvezető és politikus. 2006-tól 2019-ig Kerepes polgármestere.

## Élete
1975-ben magyar zászlót tett a mátyásföldi Jézus-keresztre, ezért 6 hónap szigorított börtönbüntetésre ítélték államellenes izgatásért.
1980-ban elvégezte a MÚOSZ-iskolát és újságíró lett. 1977 és 1990 között a Magyar Hírlapnak dolgozott. A nyolcvanas években Havas Henrikkel készített közös riportot. Az 1990-es években dolgozott a Magyar Televíziónak is, a TV híradó és a A Hét című műsor szerkesztőjeként. A televízió akkori elnöke, Hankiss Elemér, 1991-ben egy hónapra eltiltotta a képernyőn való szerepléstől Frankát és Juszt Lászlót, mert egy Torgyán Józseffel készített interjú során, túlzottan ellenségesnek és szakmaiatlannak tartotta a két riportert.
A kormányváltást követően, 1994-ben, távozni kényszerült a köztévétől. 1996 májusában az Új Magyarország című lap főszerkesztője lett, azonban 1997 januárjában menesztették a laptól. Az 1990-es évek végén és a 2000-es évek elején rendszeresen publikált a MIÉP-hez közeli, Magyar Fórum című lapban is. A 2000-es évek elején politikai pályára lépett, és Csurka István vezette MIÉP-hez csatlakozott, viszont nem lépett be a pártba. Az ezredforduló környékén, a Vasárnapi Újság című rádióműsornak szerkesztőjeként tevékenykedett. 2000-től A MIÉP-hez köthető Pannon Rádió műsorvezetője volt egészen 2003-ig, a rádió megszűnéséig. 2001-ben, az időközi országgyűlési képviselő választáson, a dabasi körzetben, Franka indult a MIÉP színeiben, és harmadik lett 13%-kal, azonban a második fordulóban visszalépett.
Szentmihályi Szabó Péter szerint 2001-ben Frankának azért kellett távoznia a Vasárnapi Újságtól, mert a Fidesz ellenében elindult a dabasi időközi választáson. A 2000-es években több könyvet is írt. 2004-ben megszakította a kapcsolatot Csurkával és a MIÉP-pel, és az akkor új pártnak számító Jobbik Magyarországért Mozgalom köreihez csatlakozott. A 2006-os magyarországi országgyűlési választáson a MIÉP – Jobbik a Harmadik Út nevű pártszövetség képviselőjelöltje volt, de mandátumot nem szerzett. A 2006-os, a 2010-es és a 2014-es önkormányzati választáson is megválasztották Kerepes polgármesterének, az első alkalommal függetlenként, utóbb egy helyi civil szerveződés támogatásával; a soron következő, 2019-es választáson már nem indult a tisztségért.

## Könyvei
- Most jöttem Erdélyből (Budapest, 1988) ISBN 9630257335
- Behívattak (Budapest, 1989) ISBN 9634000185
- Kinek van? Kinek nincs? (Mélykúti Attilával közösen, Budapest, 1997) ISBN 9630491249
- A kifosztott ország (Budapest, 2001) ISBN 9634401465
- Szabad választás, törvényes csalás (Budapest, 2002) ISBN 9632023412
- Szájkosár – Gondolatok a véleménynyilvánítás szabadságának korlátozásáról (Budapest, 2003) ISBN 9632104773
- Azok a szép napok (Budapest, 2004) ISBN 9632149106
- gyur(t)csány (Budapest, 2005) ISBN 9632183673
- Szegfűk a Rózsadombon, Rákositól Gyurcsányig (Budapest, 2006) ISBN 9789638702906
- Hölgyválasz szegfűvel (Budapest, 2006) ISBN 9789638702913
- Hazugságipar Magyarországon (Budapest, 2007) ISBN 9789638702920
- Cigánykérdés cigányúton (Magánkiadás, Budapest, 2008) ISBN 9789638702937
- Kerepes város; Kerepes Város Önkormányzata; Kerepes, 2013

## Díjai
- Táncsics Mihály-díj (2022)